# Метрит
Метрит (от др.-греч. μήτρα, матка) — поражение всей стенки матки животных и человека воспалительным процессом (в отличие от ограниченного поражения эндометрия при эндометрите). Термин «метрит» применим ко всем млекопитающим, однако для человека в настоящее время чаще используется более широкий термин «Воспалительные заболевания органов малого таза» (ВЗОМТ).
Метрит может развиваться как в родильном периоде, так и вне его; инфекционными агентами могут быть Escherichia coli, Trueperella pyogenes, а также анаэробы Prevotella и Fusobacterium necrophorum, герпесвирусная инфекция. Помимо этого может развиваться специфическое поражение матки при бруцеллёзе, лептоспирозе, кампилобактериозе, трихомониазе.
При остром метрите развивается отёк миометрия, сосуды переполняются кровью и кровоточат, отёчная слизистая оболочка не позволяет наступить месячным. Наблюдаются озноб и лихорадка; матка болезненна при давлении или дотрагивании; позже в процесс могут вовлекаться мочевой пузырь и прямая кишка с развитием поноса, тянущих болей, болезненного мочеиспускания.
Хронический метрит возникает при повторных воспалениях, при плохо веденном родильном периоде, также вследствие частых раздражений матки переполненным мочевым пузырём, запором, сидячим образом жизни и т. д..
При затяжном метрите матка увеличена, разрыхлена, сильно подвижна; она давит на соседние органы — мочевой пузырь и прямую кишку, месячные особенно обильны. Позже ткань сморщивается и затвердевает, месячные прекращаются; больная испытывает последствия остановки месячных, в виде головных болей, сердцебиения, геморроя; общее питание падает, женщина худеет, слабеет.
Исход эндометрита у животных: возможно купирование процесса с последующим рассасыванием экссудата и восстановлением функции органа или процесс переходит в хронический. Обычно средней тяжести эндометриты приводят животное к стерильности и бесплодию, на почве токсемии и септицемии могут развиться хронический эндометрит, маточный абсцесс, параметрит и пиометра. Редким осложнением бывает пиелонефрит.